# Aristolochia secunda
Aristolochia secunda är en piprankeväxtart som beskrevs av H. W. Pfeifer. Aristolochia secunda ingår i släktet piprankor, och familjen piprankeväxter. Inga underarter finns listade i Catalogue of Life.